# Third Party
Third Party (или Third ≡ Party) — британский электронный дуэт, состоящий из Джонни Макэра и Гарри Баса. Наиболее известны благодаря сотрудничеству с Мартином Гарриксом.

## Музыкальная карьера
Джонни и Гарри познакомились ещё когда учились в школе, и через их взаимный интерес к производству музыки, они сформировали дуэт Third Party. Они продолжали учиться, получая музыкальное образование в музыкальном техническом колледже в течение года. Далее они начали выступать в качестве диджеев в местных клубах в Лондоне, продолжая писать музыку.
В 2012 году Third Party совместно со Стивом Анжелло выпустили три сингла — «Lights», «Feel», и «Thank Youсо». В 2014 году выпустили сингл «Everyday of My Life».
В 2015 году основали собственный лейбл «Release Records», в партнерстве с Armada Music. Первым синглом Third Party на их лейбле стал «Alive».
В мае 2016 выпустили совместный трек с Мартином Гарриксом под названием «Lions in the Wild».
В 2015 году начали работать над собственным альбомом. В феврале 2017 года состоялся релиз их дебютного альбома, который получил название «Hope», состоящий из 11 песен.
Являются резидентами в клубе Ministry of Sound.

## Дискография

### Синглы
| Название                                           | Год  | Пиковые позиции в чартах | Альбом             |
| Название                                           | Год  | FRA                      | Альбом             |
| -------------------------------------------------- | ---- | ------------------------ | ------------------ |
| "Release"                                          | 2010 | —                        | Не альбомный сингл |
| "Lights" (с Steve Angello)                         | 2012 | —                        | Until Now          |
| "Everyday of My Life"                              | 2014 | —                        | Не альбомный сингл |
| "Collide" (при участии Daniel Gitlund)             | 2014 |                          | Не альбомный сингл |
| "Alive"                                            | 2015 | —                        | Не альбомный сингл |
| "Arival"                                           | 2015 | —                        | Hope               |
| "Nation (Rise Again)" (при участии Daniel Gitlund) | 2015 | —                        | Nation - EP        |
| "Waiting"                                          | 2015 | —                        | Hope               |
| "Real Sound" (с Sentinel)                          | 2016 | —                        | Не альбомный сингл |
| "Lions in the Wild" (с Martin Garrix)              | 2016 | 125                      | Hope               |
| "Never Let You Go" (с Sem Vox)                     | 2016 | —                        | Не альбомный сингл |
| "Live Forever"                                     | 2016 | —                        | Hope               |
| "Start It" (с Sentinel)                            | 2016 | —                        | Не альбомный сингл |
| "Veins"                                            | 2017 | —                        | Hope               |
| "Have No Fear"                                     | 2017 |                          | Hope               |
| "Like This" (с Pete K and Cory Lasser)             | 2017 | —                        | Не альбомный сингл |
| "Free"                                             | 2018 | —                        | TOGETHER           |
| "Midnight"                                         | 2018 | —                        | TOGETHER           |
| "Come With Me"                                     | 2018 | —                        | TOGETHER           |
| "Remember"                                         | 2018 | —                        | TOGETHER           |
| "Falling" (при участии Anita Kelsey)               | 2019 | —                        | TOGETHER           |

### Альбомы
| Название | Информация                                                                                        |
| -------- | ------------------------------------------------------------------------------------------------- |
| Hope     | - Дата релиза: 24 февраля 2017 - Лейбл: Armada Music, Release Records - Формат: Цифровая загрузка |
| TOGETHER | - Дата релиза: 15 марта 2019 - Лейбл: Release Records - Формат: Цифровая загрузка                 |

### Чартовые синглы
| Название                              | Год  | Пиковые позиции в чарте |
| Название                              | Год  | FRA                     |
| ------------------------------------- | ---- | ----------------------- |
| «Lions in the Wild» (с Martin Garrix) | 2016 | 125                     |

### Ремиксы
2011
- Emeli Sande совместно с Naughty Boy — Daddy (Third Party Remix)[29]
- Tiesto — What Can We Do (A Deeper Love) (Third Party Remix)[30]

2012
- Sultan + Ned Shepard and Thomas Sagstad совместно с Dirty Vegas — Somebody to Love (Third Party Remix)[31][32]
- Wynter Gordon — Still Getting Younger (Third Party Remix)[33]

2013
- Red Hot Chili Peppers — Otherside (Third Party Remix)[34][35][36]

2014
- Sigma — Nobody To Love (Third Party Remix)[37]

2015
- Kygo совместно с Conrad Sewell — Firestone (Third Party Private Remix)[38]

2016
- Corey James & Will K — Another Storm (Third Party Unlocked Mix)[39]

### Комментарии
1. ↑  The VIP remix of this song is featured on the album Hope.